# Prefácio de O Senhor dos Anéis
O prefácio de O Senhor dos Anéis é um texto escrito pelo autor britânico J. R. R. Tolkien e que antecede ao livro The Fellowship of the Ring. Além de explicar e resumir distintos aspectos do romance, o prefácio serve como uma união entre O Senhor dos Anéis e o seu antecessor, The Hobbit. Ele é dedicado aos hobbits, uma raça fictícia semelhante aos homens e caracterizada pela sua baixa estatura.
A primeira versão do prólogo começou a ser escrita entre 1938 e 1939; essa versão foi considerada pobre, pois era baseada apenas nos primeiros capítulos da história. Tolkien colocou uma grande importância no texto que levou mais dez anos para ser concluído, feito realizado pouco antes da publicação de The Fellowship of the Ring. Assim como o romance, o prefácio passou por várias mudanças durante o período de desenvolvimento. Christopher Tolkien, filho e editor chefe de J. R. R. Tolkien, publicou algumas versões do prefácio em seus livros The Return of the Shadow e The Peoples of Middle-earth publicados em 1993 e 2002, respectivamente.
Os críticos consideraram o prefácio de grande utilidade e aconselharam a sua leitura. A trilogia cinematográfica dirigida pelo neozelandês Peter Jackson apresenta apenas uma cena do prefácio na versão estendida do primeiro filme, The Fellowship of the Ring, onde o hobbit Bilbo Bolseiro descreve sua raça ao escrever a introdução de seu livro Lá e de Volta Outra Vez. Tanto nesta adaptação como na adaptação do diretor Ralph Bakshi, o prefácio foca na história dos Anéis do Poder, especialmente no Anel de Sauron.

## Conteúdo

### Hobbits
O prefácio é o único texto de Tolkien que conta a história dos hobbits antes dos acontecimentos de O Senhor dos Anéis. A origem dos hobbits se situa nos tempos antigos (primeira era), entretanto, não há registros deles até a terceira era. Existe três ramos da raça: pés-peludos, grados e cascalvas, os três ramos viviam nos vales do rio Anduin. Após o primeiro milênio da terceira era, os hobbits se mudaram para as terras de Eriador e os três ramos se separaram para se reencontrar anos depois na região do Condado, fundada pelos irmãos Marcho e Blanco, os hobbits viveram em paz nessas terras até a Guerra do Anel, ocorrida no final da terceira era.

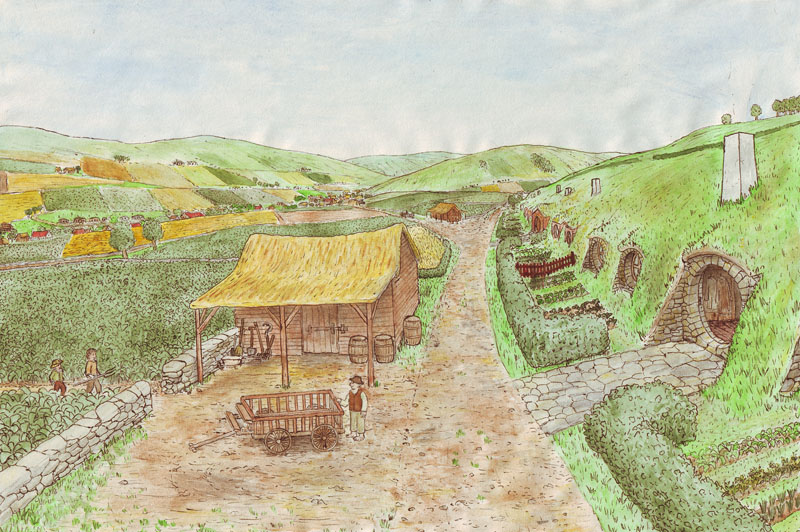
Valle Largo, lugar onde Tobold Corneta plantou pela primeira vez a erva do fumo.

Tolkien também fornece uma descrição dos hobbits e as principais diferenças entre os três ramos, assim como algumas características de sua cultura e costumes.

### A erva-de-fumo
Segundo a ficção, um dos principais interesses dos hobbits é fumar seus cachimbos. Tolkien descreve a origem da erva-de-fumo na região do Condado por volta do ano 1770 no registro do Condado, quando foi cultivada por Tobol Corneteiro. No entanto, os primeiros à fumar a erva foram os hobbits de Bri, o hábito se propagou para as outras raças que cruzavam a região. A erva que cultivou Tobol Corneteiro foi trazida de Bri. Porém, não é oriunda dessas terras, sua origem é dada em terras localizadas ao norte do Anduin inferior, onde foi plantada pelos povos de Númenor.

### A gestão do Condado
Tolkien descreve as principais divisões geográficas da região do Condado, onde os hobbits viveram desde meados da terceira era. Além das quatro principais divisões (Norte, Sul, Leste e Oeste), também havia divisões extraoficiais, que normalmente levavam os nomes das famílias. Ele também descreve o sistema de governo que era baseado em tradições da Cidadela do Norte, o cargo de Thain e os escassos serviços públicos, tais como: a polícia ou oficiais e o correio.

### Descoberta do Anel
Para relacionar ambos os romances, Tolkien faz um resumo de The Hobbit com ênfase para a parte onde Bilbo Bolseiro descobre o Anel de Sauron e em seu encontro com Gollum. A fim de dar uma razão para as mudanças feitas no capítulo "Crivos na escuridão" de O Hobbit, Tolkien também apresenta nesta seção como Bilbo inventa uma falsa história sobre seu encontro com Gollum (história que aparece na primeira edição de The Hobbit), apenas Gandalf questionou sobre a verificabilidade da história.

## Composição
J. R. R. Tolkien dedicou o prefácio de O Senhor dos Anéis aos hobbits, já que eles são os principais protagonistas da história. Entre 1938 e 1939, quando estava escrevendo o quarto capítulo de O Senhor dos Anéis, intitulado de "Atalho até Cogumelos", Tolkien marcou uma observação ao lado da descrição da arquitetura hobbit. A partir disso, ele começou a escrever um novo texto de introdução intitulado de "Os Hobbits", onde agrupou várias informações sobre a raça em um único texto. Essa versão apresentou vários conteúdos que foram preservados, entretanto, nesta versão não trazia a história dos hobbits, a erva-de-fumo e a gestão do Condado, outros detalhes foram descartados, como a capacidade dos hobbits em escutar sons em uma milha de distância ou os vários poderes do anel além de conceder invisibilidade. Ao mesmo tempo, ele fez uma outra versão da introdução, com o mesmo conteúdo do que a anterior, mas estendeu a história de Bilbo com Gollum.
Anos mais tarde introduziu passagens que abordavam a fundação e a gestão do Condado e sobre a erva-de-fumo. Depois de compor duas outras versões com apenas pequenas alterações, Tolkien escreveu outra versão do prefácio a fim de obter mais informações, estendendo-se especialmente a história sobre os hobbits e os três ramos da raça, derivada da primeira versão do Apêndice F do romance. No entanto, nesta nova versão foram removidas as seções sobre a erva-de-fumo e a história de Bilbo com Gollum.
No início da década de 1950, depois de uma outra nova versão com pequenas correções, Tolkien escreveu o prólogo definitivo, atualizando a história de Bilbo e Gollum para alinhá-la com a nova versão do capítulo "Riddles na Escuridão" de O Hobbit, que havia sido modificado para refletir o novo conceito do anel e sua capacidade corruptora.

## Adaptações cinematográficas

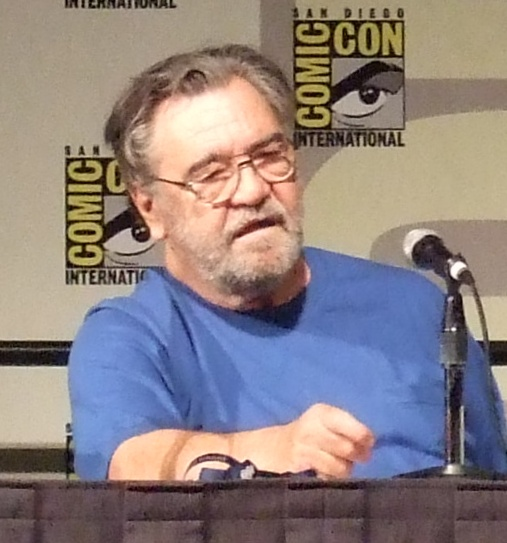
Ralph Bakshi, diretor da adaptação animada de O Senhor dos Anéis.

O prefácio da adaptação animada O Senhor dos Anéis do diretor Ralph Bakshi é totalmente distinto ao do livro, o conteúdo narra a história dos Anéis do Poder, a Guerra da Última Aliança, a perda do anel de Sauron por Isildur e como Gollum o encontra. A história de Bilbo e Gollum é o único ponto semelhante entre os prefácios.
Nas adaptações cinematográficas dirigidas por Peter Jackson, aparece apenas uma parte do prólogo do livro. Na versão estendida do primeiro filme, The Lord of the Rings: The Fellowship of the Ring, o hobbit Bilbo descreve sua raça enquanto escreve a introdução de seu livro Lá e de Volta Outra Vez. No entanto, o prólogo é semelhante à adaptação de Bakshi e mantém como foco a Segunda Era e a história do Anel de Sauron.

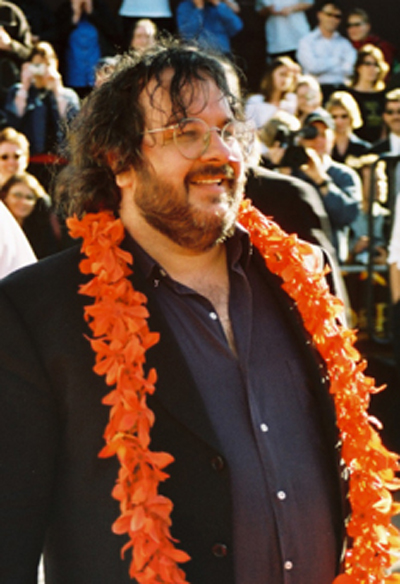
Peter Jackson, diretor, produtor e roteirista da trilogia cinematográfica de O Senhor dos Anéis.

Nos primeiros rascunhos do roteiro, o prefácio estava muito longo e foi sobrecarregado com informações, motivo que fez os escritores removê-lo, mesmo com as filmagens já inicializadas. Durante a pós-produção, a equipe de montagem desenvolveu um novo prólogo no qual Bilbo descreve os hobbits, enquanto a história do Anel de Sauron era para ser contada por Gandalf em Bolsão. No entanto, pouco antes de viajar para Londres para trabalhar na trilha sonora, Peter Jackson projetou o filme para a New Line Cinema, a empresa responsável pela distribuição sugeriu o que o prólogo deveria introduzir.
A equipe de montagem reduziu o prefácio a sete minutos e realizou um teste em que a história era contada em uma perspectiva universal e depois na perspectiva de Isildur, todavia, resolveram editá-lo a partir do ponto de vista do Anel, já que este era o verdadeiro protagonista. Frodo Bolseiro foi o primeiro narrador, o personagem que carregou o anel em toda a trilogia foi descartado por não saber da história antes dos acontecimentos de "O Senhor dos Anéis". Os roteiristas então propôs o personagem Gandalf e até mesmo o próprio Ian McKellen, intérprete do mago, mas ambos foram descartados, pois seu papel no filme já era longo. Finalmente, os produtores decidiram pela personagem Galadriel, interpretada pela atriz Cate Blanchett.